# Garay Ferenc
Garay Ferenc (Nagyvárad, 1853. január 26. – Budapest, 1928. január 4.) magyar színész.

## Életútja
Nagyváradon végezte iskoláit. 1875. augusztus 1-én lépett a színipályára Egressy Ákos színtársulatánál Kisvárdán, ahol első szerepe a »Falura kell mennie« c. vígjátékban Presser tanácsos volt. Második igazgatója Szegedy Mihály volt, azután Várnay Fábián. Időközben hangja a megerőltetés miatt megcsökkent, ezért 1880. október 1-től súgó lett Miklóssy Gyula társulatánál, Miskolcon. Azután Lászy Vilmoshoz szerződött, onnan pedig 1882-ben Bogyó Alajoshoz, egy évvel később pedig Jakab Lajoshoz. 1914. augusztus 1-én nyugalomba vonult. 